# Сальківське (заповідне урочище)
Са́льківське — заповідне урочище місцевого значення в Україні. Розташоване в межах Гайворонського району Кіровоградської області, на південь від села Салькове.
Площа 66,3 га. Створене у 1993 році. Перебуває у віданні Сальківської сільської ради.
Створено з метою збереження мальовничої ділянки вздовж річки Південний Буг з крутими кам'янистими схилами; місцями є невеликі скелі. У рослинному покриві переважають типчак, місцями — ковила волосиста, а також карагана кущова. Зростає сон лучний, занесений до Червоної книги України, і рідкісні в області півники карликові та аденофора лілієлиста. На скелях зростають кизильник чорноплодний, молодило руське, аспленій північний. На затінених скелях зростають рідкісні види папороті — багатоніжка проміжна, аспленій волосоподібний, пухирник ламкий, а на більш освітлених ділянках — півники угорські та півники злаколисті. По днищу балки (притока Південного Бугу) зростають вологолюбні види — мітлиця повзуча, м'ята водяна, комиш лісовий, герань болотна, оман високий. Є фрагменти липового лісу.

## Галерея

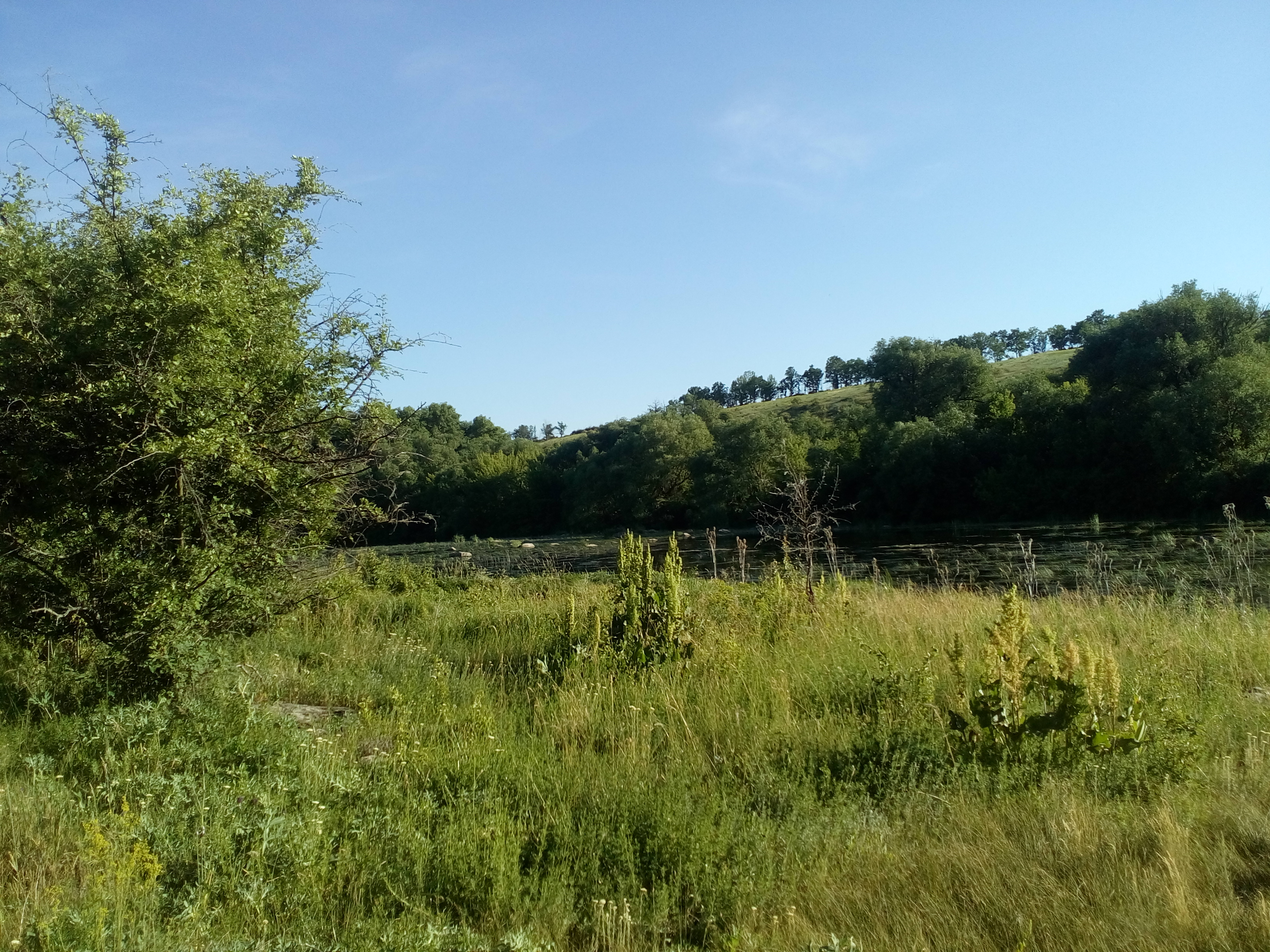
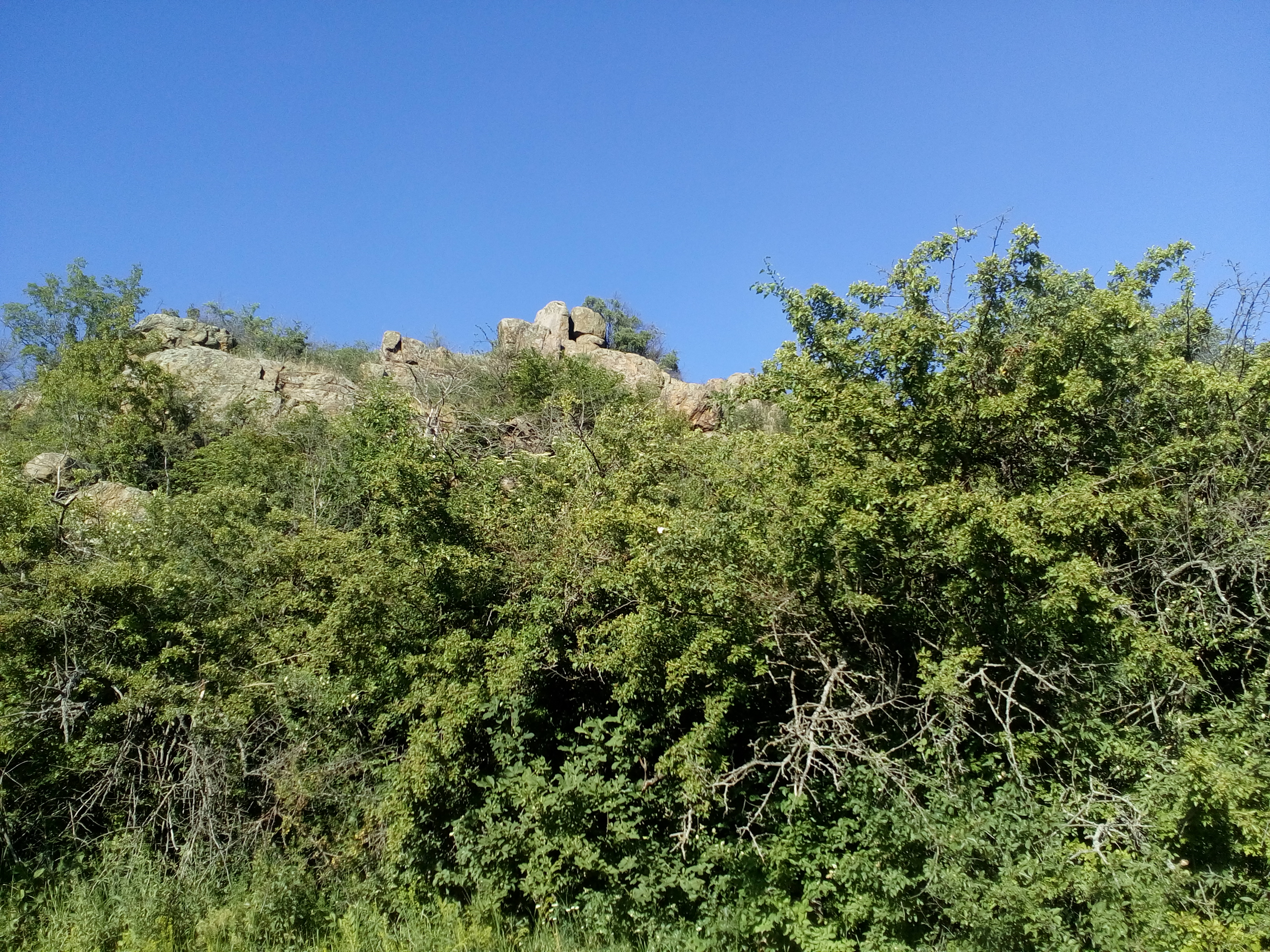
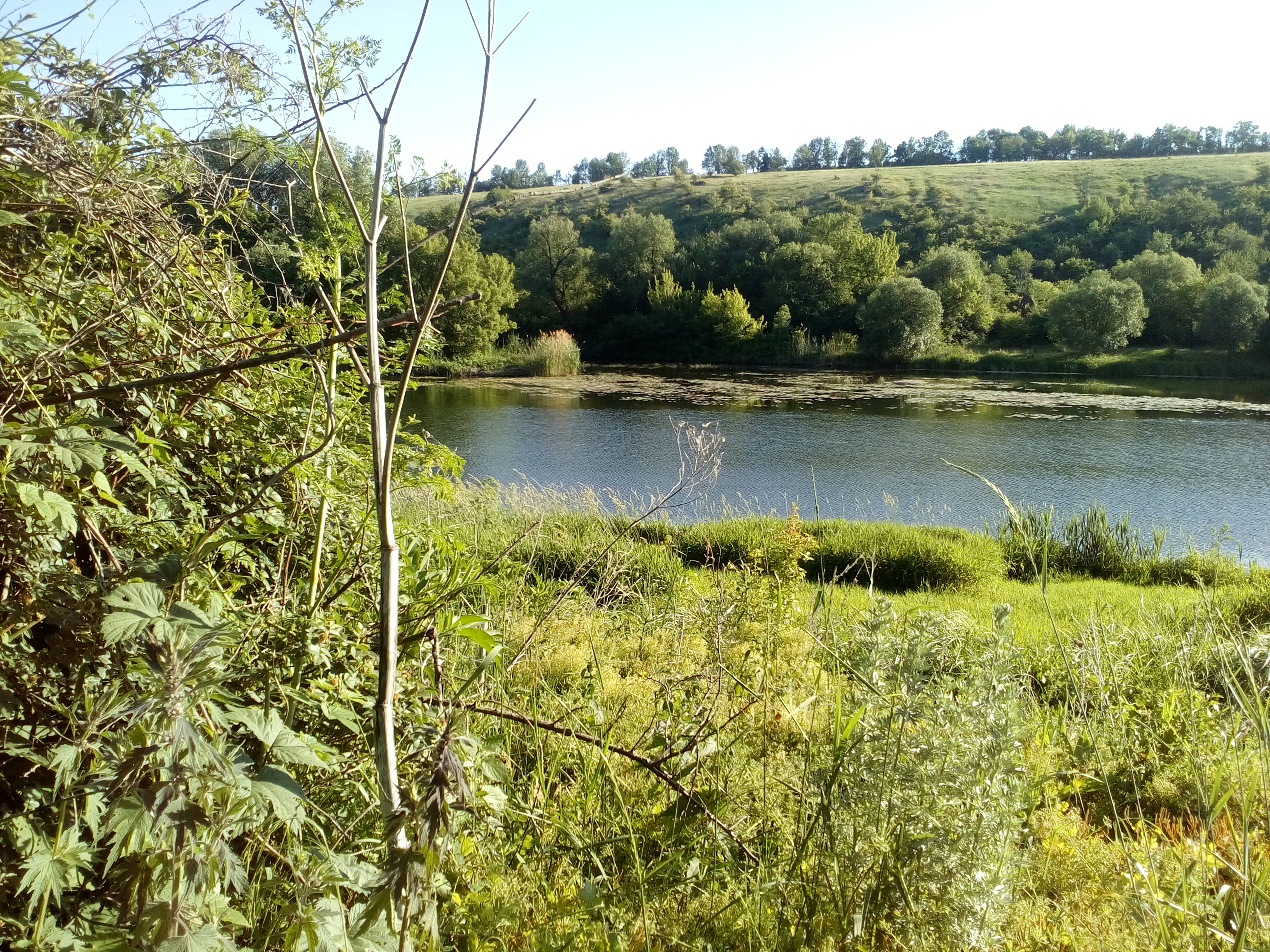